# Нижний Арагон
Нижний Арагон — исторические территории Испании, входит в состав автономного сообщества Арагон. Приблизительно территории охватывают округа Нижний Арагон, Нижний Мартин, Андорра-Сьерра-де-Аркос, Нижний Арагон-Каспе, Матарранья и Рибера Баха-дель-Эбро, а также некоторые территории других округов (Маэстразго, Кампо-де-Бельшите, Нижний Цинка и Куэнкас-Минерас).

## Нынешние территории
После официальной делимитации в 1999 году территория Арагона была разделена на более мелкие административные единицы. Его исторические границы в настоящее время находятся в пределах Бахо-Арагон, Бахо-Арагон-Каспе,Бахо-Мартин, Андорра-Сьерра-де-Аркос, Матаррания и Рибера-Баха-дель-Эбро.
Поскольку при нынешнем административном делении Арагона занимает лишь малую часть исторической территории, широкое распространение получило название исторический Нижний Арагон, чтобы отличить его от одноименной малой комарки.